# Șiroki Dol, Sofia
Șiroki Dol (în bulgară Широки Дол) este un sat în comuna Samokov, regiunea Sofia,  Bulgaria. 

## Demografie
Componența etnică a satului Șiroki Dol
     Bulgari (79,91%)
     Nicio identificare (19,77%)
     Altele (0,3%)
La recensământul din 2011, populația satului Șiroki Dol era de 991 locuitori. Din punct de vedere etnic, majoritatea locuitorilor (79,91%) erau bulgari. Pentru 19,77% din locuitori nu este cunoscută apartenența etnică.